# امامزاده محمد ولی
بقعه امامزاده سید محمد والی در مرکز محله روستای درکه و بر دامنه‌های غربی قرار دارد. محمد ولی از نوادگان زین‌العابدین -امام چهارم شیعیان دوازده امامی- است. بنای فعلی بقعه او چندان قدیمی نیست و حدود ۷۰ متر مربع مساحت دارد. آثار قدیم این امامزاده مربوط به شالوده و قسمت‌هایی از دیوارهای حرم است. این امامزاده با مساحت حدودی ۸۰ متر مربعی، شامل حرمی مستطیلی شکل است. این حرم به دلیل مورب بودن گوشه‌های آن به شکل هشت ضلعی است.

## سید محمد والی
وی از نوادگان امام سجاد است که در دوران ولایتعهدی امام علی بن موسی الرضا علیه السلام، به ایران سفر کرده‌است. وی در طول مسیر حرکت به سمت ایران، در شهر ری خبر کشته شدن امام علی بن موسی الرضا را می‌شنود به همین جهت،‌ دوستان و آشنایانش، وی را به درکه منتقل می‌کنند. وی بعد از فوتش در درکه دفن می‌شود.